# US Marines (Heftserie)
US Marines – Kampfeinsätze der Eliteeinheit war eine Kriegsheftreihe, die im Kelter Verlag erschien.

## Reihendaten
Die Hefte erschienen monatlich im Format eines Heftromansammelbandes. Die Serie wurde unter dem Pseudonym G.F. Frederick geschrieben. Dahinter steckt der Westernautor Gerhard Friedrich Basner, der bei Kelter vor allem unter dem Pseudonym G.F. Basner schrieb.
Die Romane erzählen pseudodokumantarisch von der Einsätzen einer amerikanischen Spezialeinheit in aller Welt. Auf den inneren Umschlagseiten der ersten vierzehn Hefte  sind Farbfotos von Soldaten in Kampfeinsätzen abgedruckt. Mit Band fünfzehn verschwanden die Fotos und wurden durch die Rangabzeichen der Marines und das Marine-Chorps Bekenntnis ersetzt. Zudem war eine Info-Seite für Waffen enthalten.
Insgesamt erscheinen 24 Hefte von 1998 bis 2000.